# Xenochroma roseimargo
Xenochroma roseimargo là một loài bướm đêm trong họ Geometridae.